# سیارک ۲۱۹۶۴
سیارک ۲۱۹۶۴ (به انگلیسی: 21964 Kevinhousen، نامگذاری:1999VK213) بیست و یک هزار و نهصد و شصت و چهارمین سیارک کشف شده‌است که در ۱۳ نوامبر ۱۹۹۹ کشف شد.
قدر مطلق سیارک برابر ۲۸.۲ است.